# Казье, Мари-Кристин
Мари-Кристин Казье-Бало (фр. Marie-Christine Cazier-Balo; род. 23 августа 1963, Париж) — французская легкоатлетка, специалистка по бегу на короткие дистанции. Выступала на профессиональном уровне в 1981—1991 годах, обладательница серебряной медали Всемирных легкоатлетических игр, серебряная и бронзовая призёрка чемпионатов Европы, победительница Средиземноморских игр, многократная чемпионка Франции в спринтерских дисциплинах, участница летних Олимпийских игр в Сеуле.

## Биография
Мари-Кристин Казье родилась 23 августа 1963 года в Париже, Франция.
Впервые заявила о себе в лёгкой атлетике на международном уровне в сезоне 1981 года, когда вошла в состав французской сборной и выступила на юниорском европейском первенстве в Утрехте, где заняла пятое место в беге на 200 метров и вместе с соотечественницами выиграла серебряную медаль в эстафете 4×100 метров.
В 1982 году на чемпионате Европы в помещении в Милане стала пятой в дисциплине 60 метров, тогда как в зачёте 200 метров остановилась на стадии полуфиналов. На чемпионате Европы в Афинах была восьмой в 200-метровом беге и завоевала бронзовую награду в эстафете 4×100 метров.
В 1983 году в беге на 60 метров финишировала шестой на чемпионате Европы в помещении в Будапеште, в эстафете 4×100 метров одержала победу на Средиземноморских играх в Касабланке. В тех же дисциплинах стартовала на впервые проводившемся чемпионате мира по лёгкой атлетике в Хельсинки.
На чемпионате Европы в помещении 1984 года в Гётеборге стала серебряной призёркой в беге на 200 метров, уступив на финише только чехословацкой бегунье Ярмиле Кратохвиловой.
В 1985 году в дисциплине 200 метров с личным рекордом 23,33 получила серебро на домашних Всемирных легкоатлетических играх в помещении Париже — здесь её обошла представительница Восточной Германии Марита Кох.
На чемпионате Европы 1986 года в Штутгарте выиграла серебряную медаль в беге на 200 метров, установив при этом личный рекорд на открытом стадионе (22,32), и показала четвёртый результат в программе эстафеты 4×100 метров.
В 1987 году в 200-метровой дисциплине взяла бронзу на чемпионате Европы в помещении в Льевене, дошла до полуфинала на чемпионате мира в помещении в Индианаполисе. На чемпионате мира в Риме остановилась в полуфинале дистанции 200 метров, заняла восьмое место в эстафете 4×100 метров.
Благодаря череде успешных выступлений в 1988 году удостоилась права защищать честь страны на летних Олимпийских играх в Сеуле — в дисциплине 200 метров дошла до стадии четвертьфиналов, в то время как в эстафете 4×100 метров со своей командой заняла итоговое седьмое место (стартовала только на предварительном квалификационном этапе).
В 1990 году в беге на 200 метров отметилась выступлением на чемпионате Европы в помещении в Глазго, в финал не вышла.
В 1991 году была пятой в беге на 400 метров с барьерами на Кубке Европы во Франкфурте и в эстафете 4×400 метров на чемпионате мира в помещении в Севилье. По окончании сезона завершила спортивную карьеру.